# La Belle Vie (mini-série)
Pour les articles homonymes, voir La Belle Vie.

La Belle Vie est une mini-série télévisée humoristique en trois épisodes de 1997 réalisé par Gérard Marx.

## Résumé
Julius tient péniblement un cabanon-restaurant sur une plage camarguaise avec sa femme, Linda, et leurs quatre enfants. Il gagne le gros lot à la loterie et décide de changer de vie en achetant un château et son vignoble et entraîne avec lui toute sa famille. Fanny, leur fille, projette de se marier avec maître Martens, l'huissier chargé de saisir les biens du cabanon. Mais Julius soupçonne un complot et la préparation du mariage s'annonce mal...

## Fiche technique
Source : IMDb, sauf mention contraire
- Réalisateur : Gérard Marx
- Scénariste : Tito Topin
- Producteur : António da Cunha Telles
- Musique du film : Bruno Coulais et Ramon Pipin
- Montage : Laure Budin
- Pays d'origine : France
- Genre : Comédie
- Durée : inconnue
- Date de diffusion : 20 octobre 1997

## Distribution
- Jean Yanne : Julius
- Danièle Évenou : Linda
- Paulette Dubost : Mamé
- Vanessa Devraine : Fanny
- Christian Rauth : Gaspard
- Philippe du Janerand :  Terrasson
- Julien Boisselier : Martens
- Jean-François Dérec
- Daniel Rialet : Lucien
- Thérèse Liotard : Denise Gazan
- Philippe Bruneau : Bernard
- Julie Arnold : Zoubida
- Kathie Kriegel